# Silurus morehensis
Silurus morehensis är en fiskart som beskrevs av Arunkumar och Tombi Singh, 1997. Silurus morehensis ingår i släktet Silurus och familjen malfiskar. Inga underarter finns listade i Catalogue of Life.